# Mnoga gruczolakowatość wewnątrzwydzielnicza typu 2

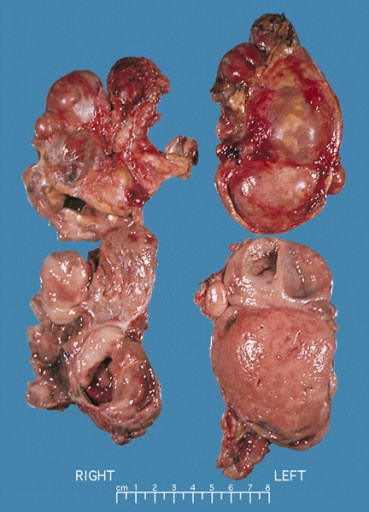
Obustronny guz chromochłonny nadnerczy usunięty 30-letniemu mężczyźnie z rozpoznaniem MEN2A. Prawy guz ważył 168 g, lewy 220 g

Mnoga gruczolakowatość wewnątrzwydzielnicza typu 2 (zespół gruczolakowatości wewnątrzwydzielniczej typu 2, MEN2, ang. multiple endocrine neoplasia type 2) –
rzadka choroba genetyczna objawiająca się predyspozycją do raka rdzeniastego tarczycy, guza chromochłonnego nadnerczy i nadczynności przytarczyc, a także innych rzadszych guzów i wad wrodzonych. Chorobę wywołują mutacje w protoonkogenie RET; podobna nieco w obrazie klinicznym mnoga gruczolakowatość wewnątrzwydzielnicza typu 1 ma inną etiologię.

## Etiologia
MEN2 wywołana jest przez mutacje w protoonkogenie RET. Dziedziczenie mutacji jest autosomalne dominujące z wysoką penetracją.

## Epidemiologia
Na całym świecie rozpoznano około 500-1000 rodzin z MEN2. Szacuje się, że częstość schorzenia wynosi 1:30 000. 80% przypadków stanowi MEN2A, około 5% MEN2B.

## Objawy kliniczne i przebieg

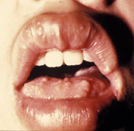
Nerwiaki podśluzówkowe warg u 13-letniego chłopca z MEN2B

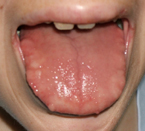
Nerwiaki brzegów języka u 23-letniej kobiety z MEN2B

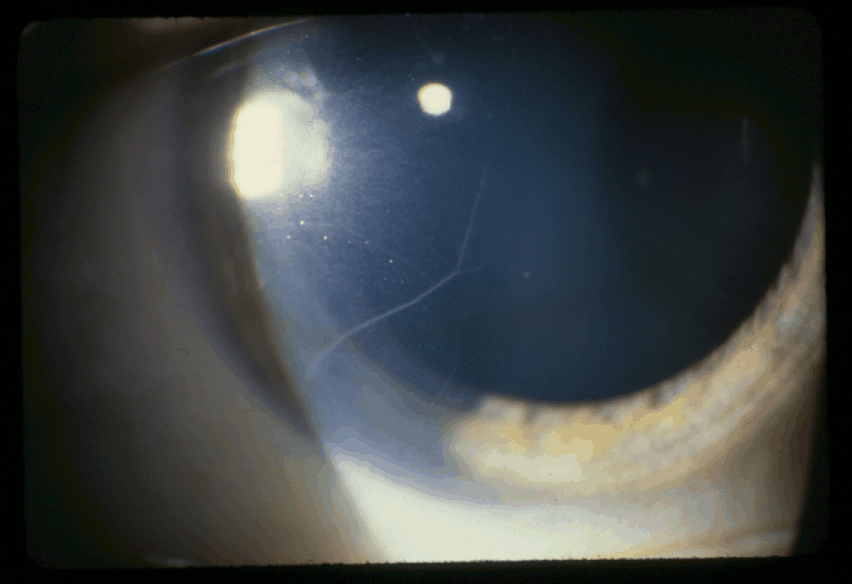
Włókna nerwowe rogówki widoczne u 27-letniej pacjentki z MEN2B

W zależności od obrazu klinicznego wyróżnia się dwa podtypy MEN2:
MEN2A (zespół Sipple’a)
- rak rdzeniasty tarczycy
- jedno- lub obustronny guz chromochłonny nadnerczy (ponad 50%)
- nadczynność przytarczyc spowodowana gruczolakiem lub hiperplazją komórek gruczołu (15–30%)
- liszajowate (ang. lichenoid) zmiany skórne, zlokalizowane najczęściej w górnej części pleców
- choroba Hirschsprunga (rzadko)

MEN2B (zespół Williamsa-Pollocka, zespół Gorlina-Vickersa, zespół Wagenmanna-Froboese’a)
- szczególnie agresywny rak rdzeniasty tarczycy
- nerwiaki podśluzówkowe (np. warg, języka)
- nerwiakowłókniaki
- nerwiakowłókniakowatość przewodu pokarmowego (ganglioneuromatosis) mogąca skutkować objawami niedrożnościowymi, okrężnicą olbrzymią (megacolon), zaparciami lub biegunkami (około 40%)
- cechy marfanoidalne (wiotkość stawów, deformacje kostne, kifoskolioza lub lordoza)
- widoczne włókna nerwowe rogówki
- guz chromochłonny (40–50%).

Rodzinny rak rdzeniasty tarczycy (FMTC)
W FMTC rdzeniasty rak tarczycy jest jedyną cechą zespołu.

## Historia
Liczne eponimiczne nazwy odmian MEN2B honorują lekarzy, którzy przedstawili pierwsze opisy chorób; jednakowoż, eponimy te są rzadko używane. August Wagenmann opisał nerwiaki języka w 1922 roku, a rok po nim podobnej obserwacji dokonał Curt Froboese. Oba odkrycia przypomnieli Morrison i Nevin w 1996 roku. Inna nazwa MEN2B, zespół Williamsa-Pollocka, przypomina pracę z 1966 roku. W końcu, trzeci eponim upamiętnia genetyka Roberta Jamesa Gorlina i Roberta A. Vickersa, współautorów pracy z 1968 roku. Z kolei związek guza chromochłonnego z rakiem tarczycy zauważył Sipple w 1961 roku, stąd spotykane jest określenie zespołu Sipple’a na MEN2A.

## Przypadek Abrahama Lincolna
W listopadzie 2007 roku amerykański kardiolog John G. Sotos wysunął hipotezę, że Abraham Lincoln chorował na MEN2B. Argumenty przemawiające za tym rozpoznaniem to marfanoidalna budowa ciała 16. prezydenta USA (hipoteza o zespole Marfana u Lincolna została wysunięta wcześniej), wydatna dolna warga, słabe napięcie mięśniowe i wycieńczenie fizyczne pod koniec życia, mogące świadczyć o chorobie nowotworowej.